# Äquimolarität
Äquimolarität beschreibt in der Chemie einen Zustand, in dem verschiedene Einzelkomponenten im gleichen Stoffmengenverhältnis in einer Verbindung oder einer Lösung vorliegen oder gleich viele Reaktionspartner miteinander reagieren.